# Pereyra Iraola
La familia Pereyra Iraola es una de las familias de la burguesía terrateniente argentina (originada alrededor de 1836), la cual, junto con las familias de Álzaga, Anchorena, Santamarina, Pastorino, Lynch, Bullrich, Lezica, Girado, Santa Coloma y otras llegaron a poseer (un siglo después) más de cien mil hectáreas de campo en la Provincia de Buenos Aires, integrando la llamada Oligarquía conservadora en Argentina.

## Origen
La familia Pereyra desciende de Leonardo Pereyra de Castro, nacido en Vigo, España, en 1750 y fallecido en Argentina el 16 de marzo de 1818.
El 21 de junio de 1850, su hijo Simón Pereyra compra a Juana Rita Pinto de Ximénez la estancia Las Conchitas, con ocho puestos:
- De la Costa del Ría
- Del Centinela
- La Calera
- Las Ánimas
- San José
- San Pedro
- Santa Rosa
- Villalba

Simón Pereyra (1801-1852) y Ciríaca Iraola fueron los padres de Leonardo Pereyra (1834-1899), quien fue presidente de la Sociedad Rural Argentina (1882-1884).Se casó con su doble prima hermana, Antonia Iraola. De este matrimonio nació Leonardo Pereyra Iraola (1867-1943) Según el Diccionario Biográfico Nacional de la Unión Cívica Radical, de Enrique Pereira, fue uno de los fundadores de la Unión Cívica y miembro del comité nacional de la Unión Cívica Radical. Era abogado egresado de la Universidad de Buenos Aires. Su descendencia pronto contrajo matrimonios con miembros de las familias patricias Anchorena y Álzaga, siendo actualmente miembros del llamado clan Santamarina.
La familia se caracterizó por la cría de vacunos Hereford en sus estancias de Tandil, Balcarce, Tres Arroyos y San Nicolás, y en las estancias El Rosario, La Caridad y La Oración, que fueron tierras desprendidas de la antigua estancia San Juan (en el cuartel V de Ayacucho), y de otra estancia llamada también San Juan, la cual estaba ubicada en la localidad de Berazategui y que hoy es conocida como el Parque Pereyra Iraola, cuya extensión era mayor que la actual, ya que buena parte de ese territorio fue expropiada por el gobierno de Juan Domingo Perón para construir el ya mencionado Parque Provincial Pereyra Iraola.

## Miembros de la familia
- Familia: Emilio Simón Pereyra Iraola Santamarina/ Cristina Bronenberg Vega Olmos
- Familia: Miguel Simón Pereyra Iraola Santamarina/Ana María Pastorino (F6271)(familiares de Malvina Pastorino y Pelegrina Pastorino)
- Familia: Emilio Juan de Alvear Quintana/María Elena Santamarina Gastañaga (F3350)
- Familia: Ignacio Santamarina Bosch/Juana Ortiz Basualdo Devoto (F6507)
- Familia: Nicolás Gándara Silva/Ana Santamarina Irasusta (F6084)
- Familia: Fernando Demaría Madero/Carmen Gándara Rodríguez Larreta (F6123)
- Familia: Jorge Gándara Santamarina/Carmen Rodríguez Larreta Marcó Del Pont (F6124)
- Familia: José Santamarina Alduncin/Sarah Wilkinson Mack (F6357)
- Familia: Diego Agustín Bullrich Lezica/María Milagros Oromí Frers (F6361)
- Familia: Augusto Juan Giménez Aubert/María Luisa Sanders (padres de Susana Giménez-Aubert)